# Johan Nydahl
Johan Nydahl (i riksdagen kallad Nydahl i Härnösand, senare Nydahl i Högsjö), född 14 juni 1846 i Arnäs socken, död 20 mars 1931 i Uppsala, var en svensk pastorsadjunkt, tidningsman och politiker (liberal, senare högerman).
Johan Nydahl, som kom från en prästfamilj, prästvigdes själv 1876 och var pastorsadjunkt i Gudmundrå 1878–1882. Han var föreståndare för Gudmundrå högre folkskola. Åren 1910–1913 var han redaktör för Härnösands-Posten.
Han var riksdagsledamot i andra kammaren i flera omgångar: 1884 för Boteå, Säbrå, Nora och Gudmundrå tingslags valkrets, 1885–1894 och 1897–1908 Ångermanlands södra domsagas valkrets och 1912–1914 för Ångermanlands södra valkrets. I riksdagen tillhörde han Lantmannapartiet 1884–1887 och därefter det frihandelsvänliga Gamla lantmannapartiet 1888–1894. Vid återkomsten till riksdagen 1897 anslöt han sig till det liberala Folkpartiet 1895 och kvarstod där till 1900, då partiet uppgick i Liberala samlingspartiet. År 1908 utträdde han ur Liberala samlingspartiet och betecknade sig som vilde, och 1912–1914 tillhörde han i stället Lantmanna- och borgarpartiet. Han var bland annat ledamot i bankoutskottet 1894 och konstitutionsutskottet 1903–1905. Som riksdagsman engagerade han sig i skolfrågor och för en rösträttsreform.